# Der Vampir auf der Couch

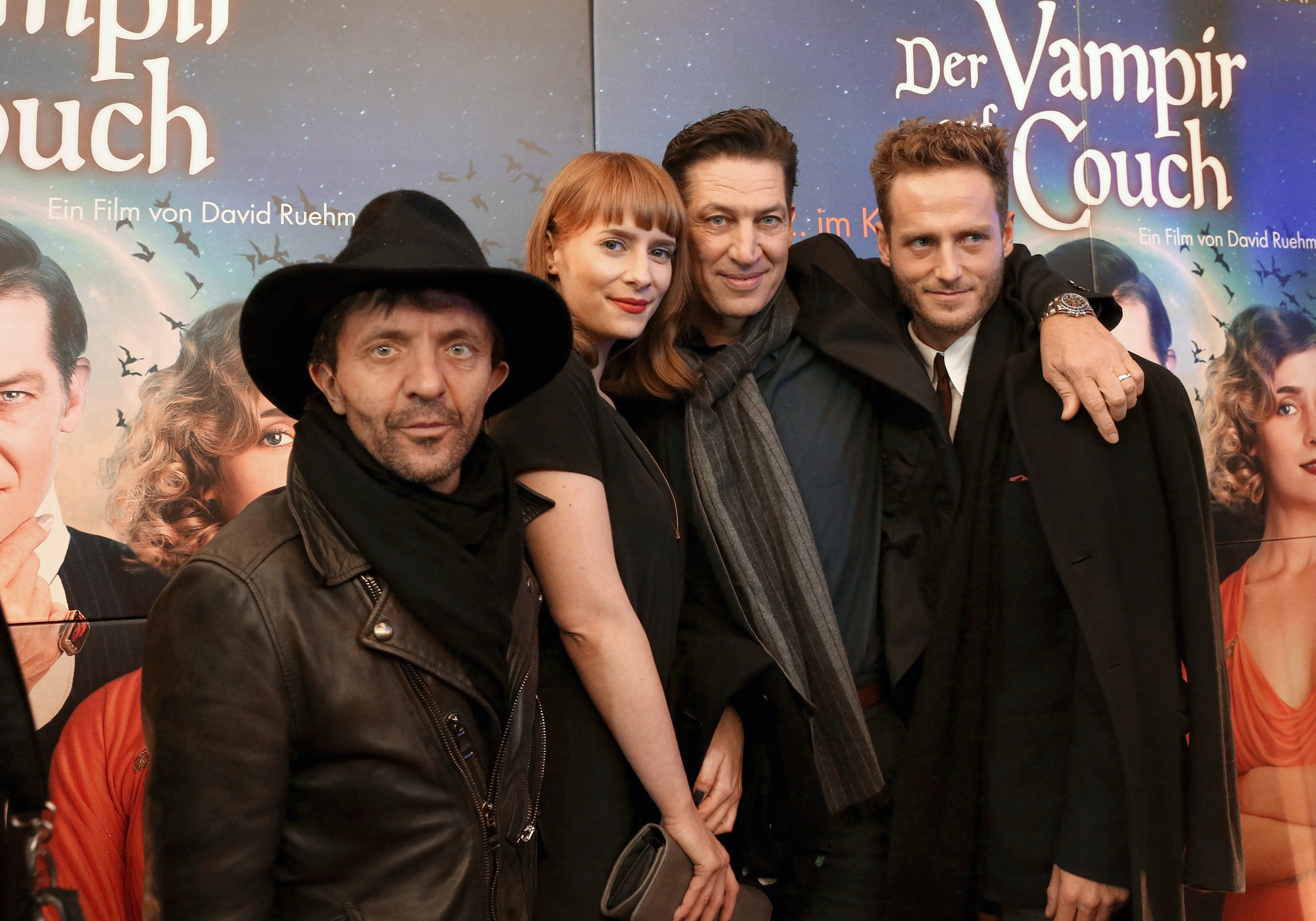
David Bennent, Cornelia Ivancan, Tobias Moretti und Dominic Oley (v. l. n. r.) bei der Premiere in Wien

Der Vampir auf der Couch, in Deutschland Therapie für einen Vampir, ist ein Film von David Rühm. Er hatte seine Premiere am 26. September 2014 beim Zurich Film Festival. Die Premiere in Österreich war am 16. Dezember, der Kinostart folgte am 19. Dezember 2014. In Deutschland startete der Film am 10. September 2015.

## Handlung
Im Wien der 1930er Jahre hat sich Dr. Sigmund Freud als Psychoanalytiker einen internationalen Ruf erarbeitet. Eines Nachts wird er von einem mysteriösen Grafen besucht, der ihn um Hilfe bittet. In einigen Sitzungen geht Graf Geza von Kösznöm nun bei Freud in Therapie. Er ist depressiv und seines untoten Lebens überdrüssig. Seine Frau, die Gräfin Elsa, beklagt zudem, sich nicht im Spiegel bewundern zu können. Um zumindest hier Abhilfe zu schaffen, vermittelt Freud seinen Assistenten Viktor, der von Elsa ein Porträt anfertigen soll.
Als Graf Geza im Atelier des Malers dessen Freundin Lucy begegnet, erkennt er in ihr die Reinkarnation seiner um Jahrhunderte zurückliegenden Liebe Nadilla. Er setzt alles daran, die junge Frau für sich zu gewinnen, jedoch duldet die Gräfin keine Konkurrentin. Es droht eine Ehekrise, die bis aufs Blut ausgefochten wird.

## Kritik
Der Filmdienst urteilt, die Komödie schlägt „aus dem Zusammenprall zwischen ‚normaler‘ Welt und Vampirwelt […] wunderbar absurde Funken“. Die „stimmige Kombination von Psychoanalyse und Vampirismus entfaltet ein illustres Spiel um Identitäten und Projektionen und erzählt mit rasantem Wortwitz und raffinierten Wendungen eine gelungene Screwball-Comedy“. Dabei glänze der „ebenso kluge wie komische Film […] neben durchweg guten Schauspielerleistungen vor allem durch die selbstironische Performance des Hauptdarstellers“.

## Auszeichnungen
Der Film gewann beim Fantasia Film Festival 2015 den Publikumspreis als bester europäischer, nord- oder südamerikanischer Film. Beim Österreichischen Filmpreis 2016 erhielt Karl Fischer eine Nominierung als bester Nebendarsteller.